# جامعة كيل
جامعة كيل أو جامعة كريستيان ألبريخت في كيل (بالألمانية: Christian-Albrechts-Universität zu Kiel, CAU) هي جامعة ألمانية مقرها مدينة كيل. أسسها الدوق كريستيان ألبريخت دوق هولشتاين-غوتورب سنة 1665 باسم لاتيني هو «أكاديميا هولساتورم-كيلونينسيس» (باللاتينية: Academia Holsatorum Chiloniensis). ويبلغ عدد طلابها اليوم حوالي 23 ألف طالب، وهي أكبر وأقدم جامعات ولاية شليسفيغ هولشتاين وأعرقها سمعة.